# Ridge Racer (gra komputerowa 2011)
Ridge Racer – komputerowa gra wyścigowa wyprodukowana przez japońskie studio Namco Bandai Games we współpracy z Cellius i wydana 17 grudnia 2011 roku na PlayStation Vita.

## Rozgrywka
Za pomocą ekranu dotykowego i panelu znajdującego się z tyłu PlayStation Vita gracz może podczas gry miksować muzykę oraz zmieniać efekty wizualne (m.in. kolor karoserii auta, barwa otoczenia). Muzykę do gry stworzył Hiroshi Okubo.
W grze zawarty został tryb gry wieloosobowej umożliwiający grę przez sieć lokalną i Internet.